# Kuhstiebel
Koordinaten: 50° 20′ 1″ N, 7° 27′ 1″ O
Das Naturschutzgebiet Kuhstiebel liegt im Landkreis Mayen-Koblenz in Rheinland-Pfalz. Das etwa 15,8 ha große Gebiet, das im Jahr 1991 unter Naturschutz gestellt wurde, erstreckt sich südwestlich der Ortsgemeinde Wolken. Unweit nördlich verlaufen die Landesstraße L 52 und die A 48. Unweit westlich fließt der Hohesteinsbach, südöstlich fließt die Mosel.